# Henry Arthur Jones
Henry Arthur Jones, född den 20 september 1851 i Grandborough, Buckinghamshire, död den 7 januari 1929, var en engelsk dramatiker.
Jones avbröt trettonårig skolgången, var sedan anställd i ett varuhus och hade sin första framgång 1882 med The Silver King. Den sociala komedin Saints and Sinners (1884) följdes av The Middleman (1889) och Judah (1890), med vilka hans rykte var stadgat vid sidan av Maugham, Pinero och Sutro. 
Av hans många senare stycken, till inte ringa del skrivna för den stora publiken, stundom för Amerika, kan nämnas The Dancing Girl (1891), The Tempter (1893), The Case of Rebellious Susan (1894), The Triumph of the Philistines (1895), The Rogue’s Comedy (1896), The Liars (1897), Mrs Dane's Defence (1900), Chance the Idol (1902), The Chevalier (1904), The Hypocrites (1907), The Ogre (1911), The Divine Gift och Mary Goes First (1913), The Lie (1914), Cook o’ the Walk (1915) och The Pacifists (1917).
Sin uppfattning om teatern framlade i flera arbeten som The Renascence of English Drama (1895), Foundations of a National Drama (1913) och Theatre of Ideas (1915). Åren 1920-21 låg han i skarp polemik mot bolsjevismen, Wells och Shaw (My dear Wells, 1921, 2:a upplagan 1922). Jones hade god teaterblick; hans alstring kan delas i något melodramatiska passionsskådespel och intrigkomedier.